# ستيف أنتوني
ستيف أنتوني هو مقدم تلفزيوني كندي، ولد في 2 أبريل 1959 في مونتريال في كندا.